# Mount Sterling (Iowa)
Mount Sterling és una població dels Estats Units a l'estat d'Iowa. Segons el cens del 2000 tenia 40 habitants.

## Demografia
Segons el cens del 2000, Mount Sterling tenia 40 habitants, 16 habitatges, i 11 famílies. La densitat de població era de 38,6 habitants/km².
Dels 16 habitatges en un 18,8% hi vivien nens de menys de 18 anys, en un 62,5% hi vivien parelles casades, en un 0% dones solteres, i en un 31,3% no eren unitats familiars. En el 25% dels habitatges hi vivien persones soles el 18,8% de les quals corresponia a persones de 65 anys o més que vivien soles. El nombre mitjà de persones vivint en cada habitatge era de 2,5 i el nombre mitjà de persones que vivien en cada família era de 3.
Per edats la població es repartia de la següent manera: un 20% tenia menys de 18 anys, un 0% entre 18 i 24, un 32,5% entre 25 i 44, un 35% de 45 a 60 i un 12,5% 65 anys o més.
L'edat mediana era de 43 anys. Per cada 100 dones de 18 o més anys hi havia 128,6 homes.
La renda mediana per habitatge era de 31.250 $ i la renda mediana per família de 34.375 $. Els homes tenien una renda mediana de 27.188 $ mentre que les dones 19.375 $. La renda per capita de la població era de 10.072 $. Cap de les famílies i el 3,3% de la població estaven per davall del llindar de pobresa.

## Poblacions properes
El següent diagrama mostra les poblacions més properes.